# Кја (Витербо)
Кја је насеље у Италији у округу Витербо, региону Лацио.
Према процени из 2011. у насељу је живело 414 становника. Насеље се налази на надморској висини од 285 м.